# Secretaria o mujer
Secretaria o mujer é uma telenovela mexicana, produzida pela Televisa e exibida em 1960 pelo Telesistema Mexicano.

## Elenco
- Rafael Banquells
- Patricia Morán
- Tony Carbajal
- Dalia Íñiguez